# Catocala salmonea
Catocala salmonea là một loài bướm đêm trong họ Erebidae.